# 앤 크로퍼드

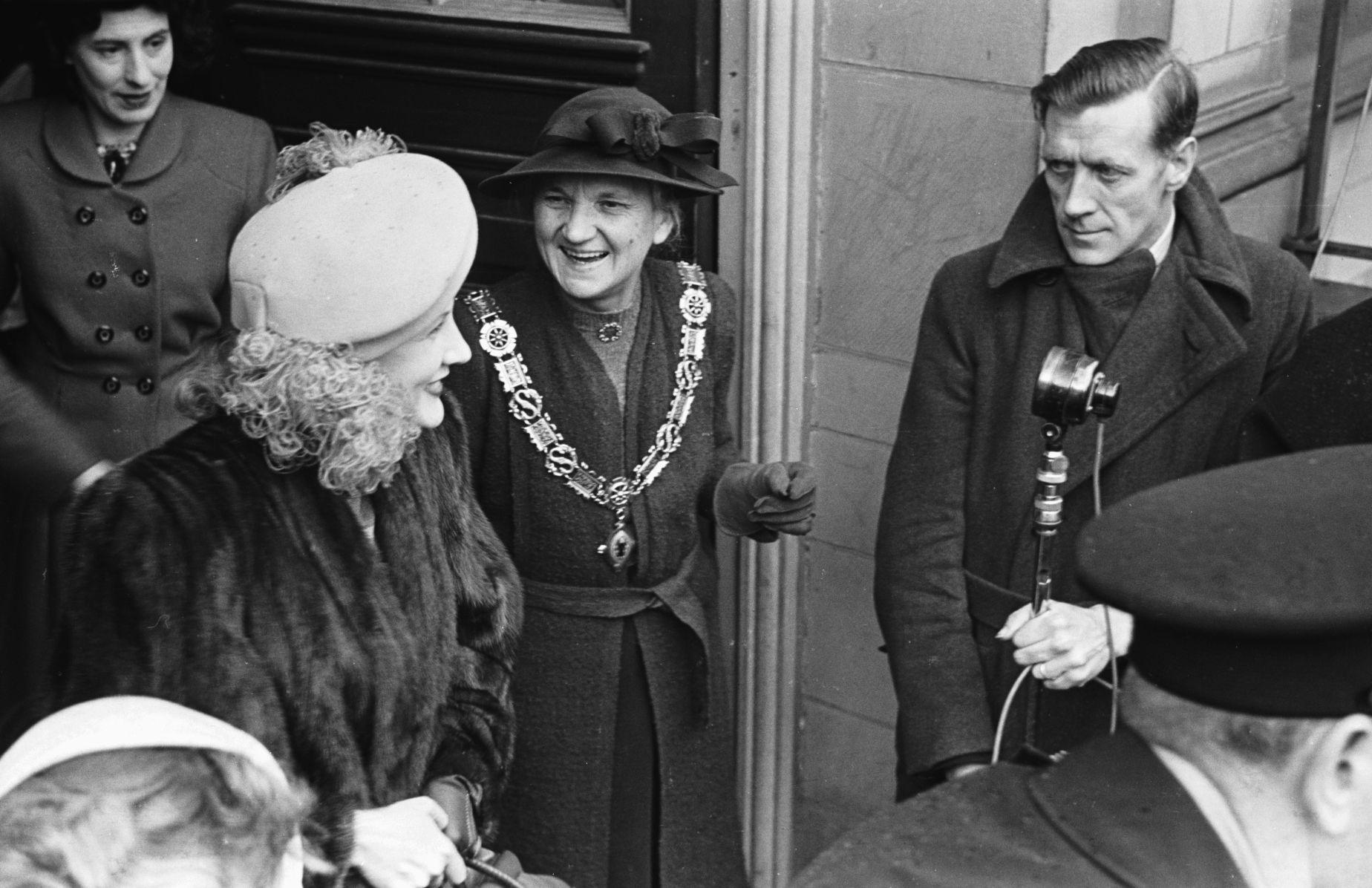

앤 크로퍼드(Anne Crawford, 1920년 11월 22일 ~ 1956년 10월 17일)는 영국의 연극 배우, 영화배우이다.
하이파에서 태어났으며 런던에서 사망하였다. 사인은 백혈병이다.

## 영화
- 스트리트 코너 (1953년)
- 원탁의 기사 (1953년)
- 더 블라인드 가디스 (1948년)
- 캐러밴 (1946년)
- 실리아의 노래 (1943년)